# Megadontognathus
Megadontognathus es un género de peces perteneciente a la familia Apteronotidae.
Se encuentra en los rápidos de los ríos en la zona tropical de América del Sur. Son marrones con un hocico rechoncho y alcanzan unos 20 a 25 cm (8 a 10 pulgadas) de longitud total.

## Especies
Actualmente hay dos especies descritas en este género:
- Megadontognathus cuyuniense Mago-Leccia, 1994
- Megadontognathus kaitukaensis Campos-da-Paz, 1999